# Szczytniki (Drawsko)
Pour les articles homonymes, voir Szczytniki.
Szczytniki est une localité polonaise de la gmina de Drawsko Pomorskie, située dans le powiat de Drawsko en voïvodie de Poméranie-Occidentale. Avant 2018, elle appartenait à la gmina d'Ostrowice. 

## Géographie

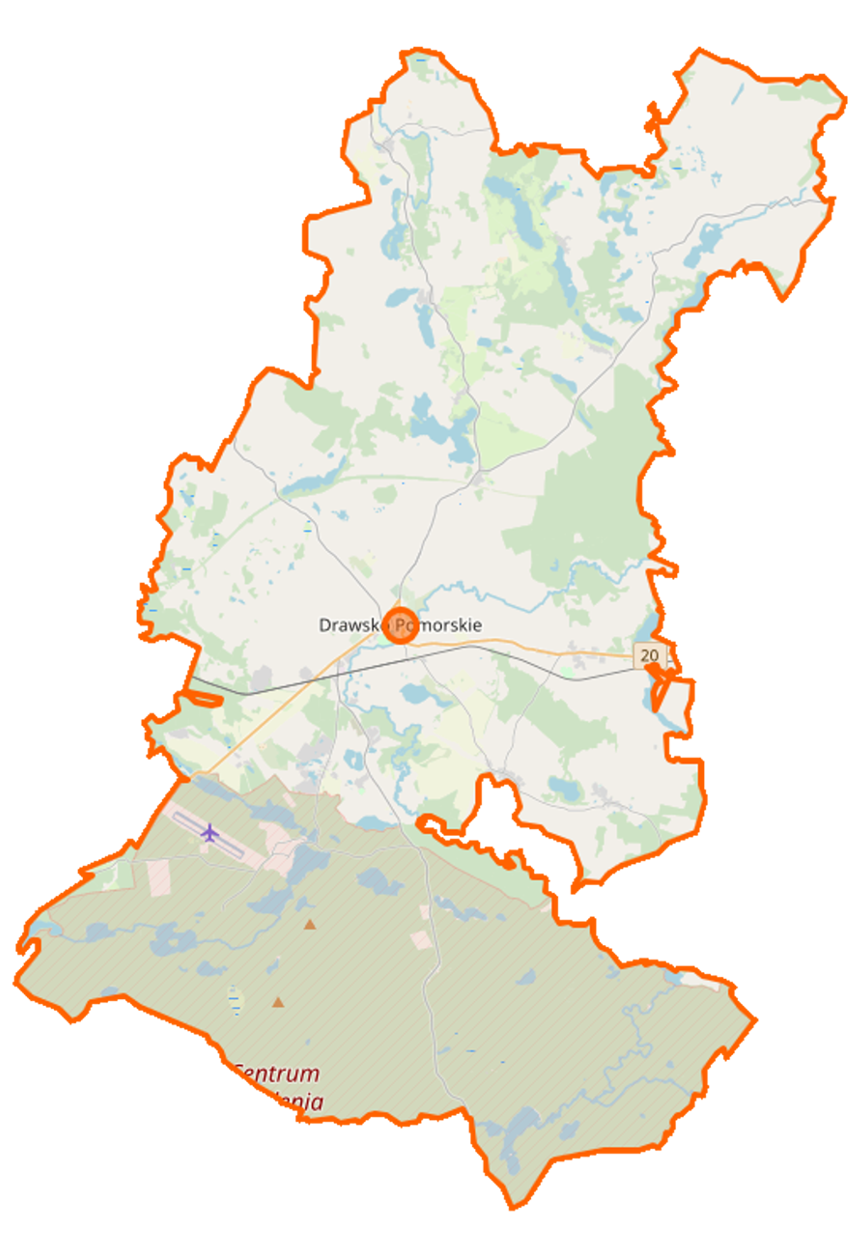
Carte de la gmina de Drawsko Pomorskie.